# Horváth Gyula (labdarúgó, 1888)
Horváth Gyula (1888. június 12. – 1977.) válogatott labdarúgó, hátvéd.

## Pályafutása

### Klubcsapatban
A Törekvés labdarúgója volt. Tagja volt az 1913–14-es bajnoki bronzérmet szerzett csapatnak. Megbízható sportszerű játékos volt, aki jól szerelt és kiváló rúgótechnikája, fejjátéka alapján került a nemzeti tizenegybe. Helyezkedésben néha hibázott.
Két évtizeden át szerepelt a Törekvésben, majd huszonöt évig szakvezetőként tevékenykedett. Harminc évig a BLSZ munkatársa volt.

### A válogatottban
1918-ban egy alkalommal szerepelt a válogatottban.

## Sikerei, díjai
- Magyar bajnokság
  - 3.: 1913–14

## Statisztika

### Mérkőzése a válogatottban
| Magyarország | Magyarország      | Magyarország                    | Magyarország | Magyarország | Magyarország | Magyarország | Magyarország | Magyarország |
| #            | Dátum             | Helyszín                        | Hazai        | Eredmény     | Vendég       | Kiírás       | Gólok        | Esemény      |
| ------------ | ----------------- | ------------------------------- | ------------ | ------------ | ------------ | ------------ | ------------ | ------------ |
| 1.           | 1918. április 14. | Budapest, Hungária körúti pálya | Magyarország | 2 – 0        | Ausztria     | barátságos   | -            |              |
|              | Összesen          |                                 |              | 1            | mérkőzés     |              | 0            | gól          |